# Fuglavernd
Fuglavernd, nota internazionalmente come Icelandic Society for the Protection of Birds (ISPB) o BirdLife Iceland, è un'organizzazione non governativa di volontariato islandese impegnata nella protezione e conservazione dell'avifauna e del suo habitat oltre che in attività di educazione ambientale.

## Storia
Fu fondata il 12 gennaio 1963 da Björn Guðbrandsson, Úlfar Þórðarson, Richard Thors e Þórður Þorbjarnarson. Tra le sue prime battaglie vi fu quella per la tutela dell'aquila di mare coda bianca, fortemente minacciata nel paese e sul punto dell'estinzione nonostante una legge promulgata dal Parlamento islandese nel 1914 che la designava quale specie protetta.
Nel 1994 è divenuta membro associato di BirdLife International e poi nel 1998 rappresentante e infine nel 2018 partner a pieno titolo. Nel 1997 ha inaugurato la sua prima riserva naturale in Islanda, la Riserva naturale di Flói, restaurando delle zone umide nei pressi dell'estuario del fiume Ölfusá anche grazie alla collaborazione con l'omologa britannica Royal Society for the Protection of Birds.